# Hornswoggle
Dylan Postl  (Oshkosh, 29 de maio de 1986) é um lutador de wrestling profissional estadunidense, mais conhecido como Hornswoggle ou Little Bastard. Ele ficou conhecido pela sua passagem na WWE, onde foi o último Campeão dos Pesos-Médios. Atualmente luta na Impact Wrestling. 

## Carreira
Antes de se juntar à World Wrestling Entertainment, Dylan lutou pela NWA Wisconsin em 2005 como "O Anão Mais Sensual do Mundo" $hortstack, onde ganhou o NWA Wisconsin X Division Championship.
Ele também ganhou o SSW Tag Team Championship com Devin Diamond dos "The Pretty Hott Thangs" Ryan Kross e Josh Maxim em 19 de maio de 2006 em Oak Creek, Wisconsin, mas abandonou o título ao ser contratado pela World Wrestling Entertainment.

### World Wrestling Entertainment / WWE (2006-2016)
Postl foi contratado pela World Wrestling Entertainment em maio de 2006. Em 26 de maio, Postl estreou na televisão em Bakersfield, Califórnia no SmackDown! como um leprechaun, parceiro de Finlay. Após Finlay derrotar Paul Burchill, Postl, fantasiado de leprechaun, saiu de debaixo do ringue e atacou Burchill. Finlay pulled him off, only to slam him back down onto Burchill again and again. Nas semanas seguintes, Postl continuou a sair de debaixo do ringue para atacar os oponentes de Finlay. Eventualmente, o comentarista do SmackDown Michael Cole passou a chamá-lo de Little Bastard ("O Pequeno Bastardo"). Little Bastard logo se tornou mais agressivo, atacando os oponentes de Finlay durante as lutas. Em várias ocasiões, Finlay passou a empurrar Little Bastard para de volta para debaixo do ringue, com o intuito de impedir os ataques. Em certo ponto, Little Bastard atacou Finlay, o mordendo quando Finlay tentou impedi-lo de atacar Gunner Scott. Little Bastard ajudou Finlay a ganhar o WWE United States Championship, lhe dando um shillelagh para nocautear o então-campeão Bobby Lashley.

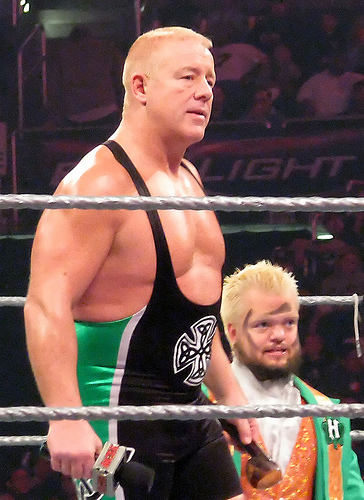
Hornswoggle com Finlay.

Em 1° de novembro de 2006, WWE.com publicou um artigo com o título "Little Bastard Exposed". Seria um e-mail enviado por um fã da WWE que havia flagrado Little Bastard em um estacionamento com uma mulher não identificada. Little Bastard enlouqueceu e dirigiu para longe. Como parte da história, Bastard ameaçou processar a WWE por invasão de privacidade. Ele também recebeu um pedido de desculpas de Michael Cole por ter criado o apelido de "Little Bastard."

#### Hornswoggle, Campeão dos Pesos-Médios (2007)
Em 23 de fevereiro de 2007, o personagem foi renomeado como Hornswoggle e todas as menções à "Little Bastard" no website oficial da WWE foram retiradas. O significado de "Hornswoggle" é "trapaceiro", "traquinas" e "mentiroso". O novo nome se tornou oficial no SmackDown! de 2 de março, quando Hornswoggle atacou John "Bradshaw" Layfield e Michael Cole. Mais tarde, Finlay intimidou Cole, o avisando para chamar o anão de "Hornswoggle." Em 30 de março de 2007, Hornswoggle ajudou Finlay a derrotar Mr. Kennedy ao lhe aplicar uma senton bomb de uma pequena escada, copiando o movimento de Kennedy, a Kenton Bomb. Os comentaristas Michael Cole e JBL se referiram ao movimento como "Nuclear Bomb." Durante a luta Money in the Bank no WrestleMania 23, na qual Finlay estava envolvido, Mr. Kennedy acertou Hornswoggle com um Green Bay Plunge de uma escada quando Hornswoggle tentou interferir. No SmackDown! seguinte, Finlay atacou Mr. Kennedy após ele tê-lo desafiado a uma luta 2-contra-1 com Postl como parceiro de Finlay. Antes da luta, Mr. Kennedy se desculpou por ter atacado Hornswoggle. Finlay aceitou as desculpas e formou uma dupla com Kennedy.
Hornswoggle ganhou o WWE Cruiserweight Championship após derrotar Jamie Noble em uma luta aberta no The Great American Bash. A estipulação da luta permitia que qualquer um na faixa de peso poderia entrar na luta. Ele entrou no ringue antes do sino tocar, indo para debaixo do ringue. No final da luta, ele derrotou Noble e ganhou o título, se tornando um mocinho. Isso fez dele o menor campeão da história da WWE. Ele foi o mais leve, baixo e novo (21 anos, 51 dias), e o último lutador ao ganhar o Cruiserweight Championship. Hornswoggle começou uma rivalidade com Noble pelo título. No SmackDown! da semana seguinte, Hornswoggle manteve o título ao derrotar Noble por contagem. Ele atacou Noble nas semanas seguintes, lhe atirando uma torta no rosto, lhe atacando com um extintor de incêndio, o jogando para Kane para ser atacado, e lhe trancando em uma caixa.

#### Filho ilegítimo de Mr. McMahon; filho de Finlay (2007–2008)

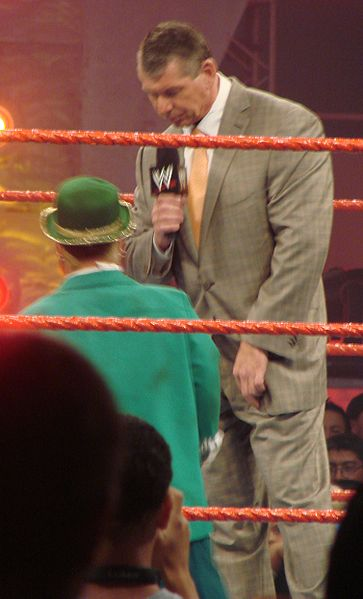
Vince McMahon e Hornswoggle.

No Raw de 10 de setembro, Hornswoggle foi revelado como filho ilegítimo de Mr. McMahon. Hornswoggle continuou a aparecer no SmackDown!, no entanto. Mesmo tendo sua parceria com Finlay deixada de lado, Hornswoggle continuou sua rivalidade com Jamie Noble, que terminou com a Gerente Geral do SmackDown! Vickie Guerrero obrigou Hornswoggle a abandonar o Cruiserweight Championship em 28 de setembro. McMahon passou a obrigar Hornswoggle a enfrentar lutadores muito maiores que ele. Ele teve que enfrentar The Great Khali no Survivor Series. A luta acabou quando Finlay atacou Khali, causando uma desqualificação. No Armageddon, Finlay derrotou Khali com a ajuda de Hornswoggle. Hornswoggle também enfrentou Khali no 15° Aniversário do Raw, mas Hulk Hogan retornou para salvá-lo.
Hornswoggle apareceu na luta Royal Rumble de 2008, se escondendo embaixo do ringue para, mais tarde, eliminar The Miz; Finlay reapareceu para salvar Hornswoggle de um ataque durante a luta. Finlay se tornou, assim, a primeira pessoa a ser desqualificada de uma luta Royal Rumble. No Raw de 18 de fevereiro, Hornswoggle deveria enfrentar McMahon em uma luta Steel Cage. Durante a luta, Hornswoggle foi açoitado por um Mr. McMahon usando um cinto. Finlay tentou interferir, mas foi algemado às cordas do ringue por JBL. Mr. McMahon abandonou o ringue e permitiu JBL espancar Hornswoggle enquanto Finlay assistia. Após essa luta, a WWE.com relatou que Hornswoggle havia sofrido diversas lesões e ferimentos graves. Em 15 de fevereiro, JBL anunciou que Hornswoggle era filho de Finlay, e não de McMahon. No Raw seguinte, Finlay confirmou a história, sendo obrigado a assistir JBL atacando Hornswoggle no hospital. Postl retornou no WrestleMania XXIV, acompanhando Finlay para seu Belfast Brawl contra JBL. JBL venceria o combate.
Ele retornou ao ringue no SmackDown de 18 de abril, derrotando Matt Striker. No Raw de 21 de abril, Hornswoggle participou do torneio King of the Ring, sendo derrotado por William Regal na primeira rodada, em 19 segundos. Durante o Draft Suplementar de 2008, Hornswoggle foi transferido para a ECW com Finlay. No Night of Champions, Hornswoggle e Finlay enfrentaram John Morrison e The Miz pelo WWE Tag Team Championship, mas foram derrotados.

#### Rivalidade com Chavo Guerrero e associação com DX (2009–2010)

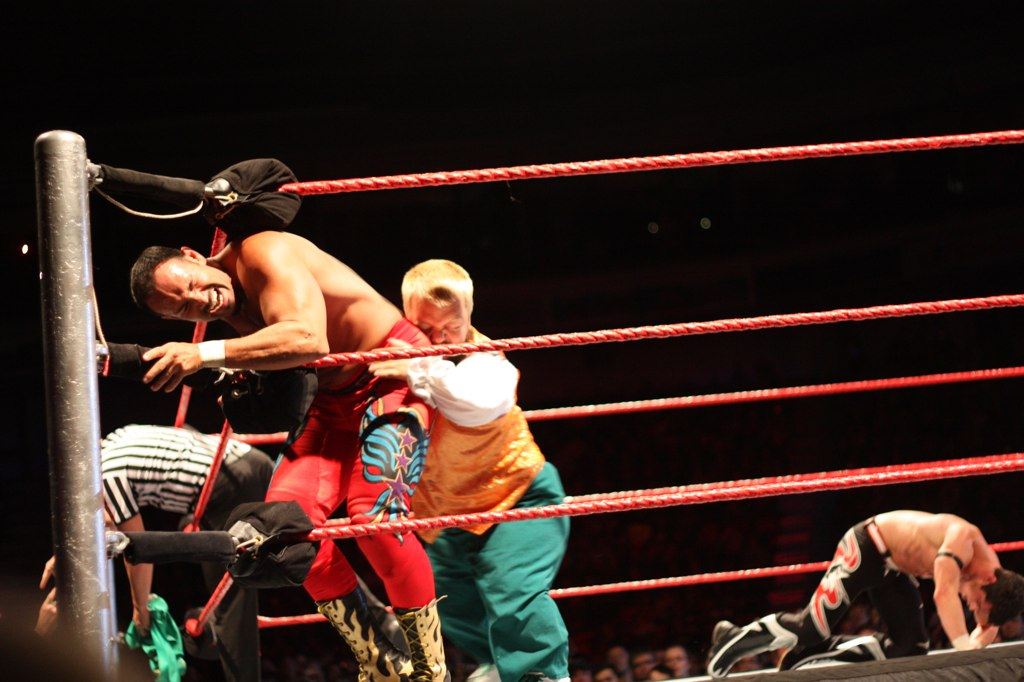
Hornswoggle durante sua rivalidade com Chavo Guerrero.

Em 13 de abril de 2009, Hornswoggle foi transferido para o Raw, sem Finlay, durante o Draft Suplementar de 2009.
Hornswoggle começou uma rivalidade com Chavo Guerrero. Toda semana, o apresentador especial do Raw forçaria Chavo a enfrentar Hornswoggle em lutas cômicas e injustas (com Chavo vendado, com um braço amarrado nas costas, etc.). A rivalidade começou no WWE Superstars de 7 de julho de 2009 e continuou no Raw. Hornswoggle venceria todas as lutas.
No Raw de 26 de outubro, após semanas usando roupas da D-Generation X (Triple H e Shawn Michaels), Hornswoggle recebeu uma notificação judicial o proibindo de usar as roubas. Mais tarde naquela noite ele ajudou os apresentadores, Kyle Busch e Joey Logano, a forçar DX a enfrentar um ao outro e a John Cena pelo WWE Championship no Survivor Series. No Raw de 21 de dezembro, Hornswoggle tentou denunciar DX à polícia após agressões sofridas, mas acabou se tornando mascote oficial da DX. No Raw de 18 de janeiro de 2010, Hornswoggle e Triple H confrontaram Big Show, The Miz e Jon Heder. Mais tarde naquela noite, o time de DX e Hornswoggle derrotou o de Show, Miz e Heder

#### SmackDown e NXT (2010–2012)
Durante o Draft Suplementar de 2010, Hornswoggle foi transferido para o SmackDown. No SmackDown de 8 de outubro, Hornswoggle foi nomeado o mascote do time do SmackDown no Bragging Rights. No SmackDown de 10 de dezembro, Hornswoggle derrotou Swagger's Soaring Eagle, mascote de Jack Swagger. Em 30 de janeiro de 2011, Hornswoggle participoudo 2011 Royal Rumble, sendo eliminado por King Sheamus.
No NXT: Redemption, Hornswoggle foi nomeado WWE Pro de Titus O'Neil. Titus e Hornswoggle começaram uma rivalidade com Guerrero e Darren Young. A partir do NXT de 26 de julho, Hornswoggle começou a ter um relacionamento com AJ.
No SmackDown de 29 de novembro, Hornswoggle ganhou uma Battle Royal, ganhando o direito de um desejo ao Papai Noel. Ele desejou ser capaz de falar. Hornswoggle voltou a ganhar um desafio similar no SmackDown de 6 de janeiro, derrotando Heath Slater. No Elimination Chamber, Hornswoggle acompanhou Justin Gabriel ao ringue para sua luta contra Jack Swagger. No WrestleMania XXVIII, ele foi o mascote do time de Theodore Long. No Raw de 9 de julho, foi revelado por Santino Marella que Hornswoggle era o Gerente Geral anônimo do Raw, que controlou o programa de junho de 2010 até julho de 2011.

#### Aliança com The Great Khali (2012–2016)
Ele retornou no Raw de 19 de novembro, oferecendo flores para Rosa Mendes durante uma luta entre The Great Khali e Primo e Epico. Quando Mendes foi aceitar as flores, Hornswoggle espirrou água do buquê, enfurecendo-a e distraindo Epico e Primo, dando a vitória a Khali. Na semana seguinte, Hornswoggle foi salvo por Khali de um ataque de Alberto Del Rio, que protegia Rosa. Mais tarde, ele acompanhou Khali ao ringue, em uma derrota para Del Rio. Nas semanas seguintes, Hornswoggle passou a acompanhar Khali e Natalya ao ringue. Após derrotar Khali no Raw de 11 de fevereiro, Mark Henry atacou Hornswoggle, aplicando-lhe um World's Strongest Slam.

## No wrestling
- Movimentos de finalização
  - Lil' Stinkface (Stink face) - adotado de Rikishi
  - Tadpole Splash (Frog splash)[4]
  - Celtic Cross (Running fireman's carry over the shoulder back to belly piledriver) - adotado de Finlay
  - Sweet Shin Music (Superkick) - adotado de Shawn Michaels
  - Hornswoggle Stunner (leaping sitout three-quarter facelock jawbreaker) - adotado de Stone Cold Steve Austin
  - Hornswoggle Mist (Asian mist)
  - Lepraton Bomb (High-angle Senton Bomb) - adotado de Mr. Kennedy
  - Hurricanrana
- Managers
  - Finlay
  - AJ
- Lutadores de quem foi manager
  - Finlay
  - D-Generation X[4] (Triple H e Shawn Michaels)
  - Big Show
  - Titus O'Neil
  - Justin Gabriel
  - The Great Khali
  - Drew Mcintyre
  - Jinder Mahal
  - Heath Slater
- Temas de entrada
  - "Hes Ma Da" por Jim Johnston[43] (15 de outubro de 2007 – 2016)
  - "Break It Down" por The DX Band (21 de dezembro de 2009 - 18 de janeiro de 2010; enquanto mascote da D-Generation X)

## Títulos e prêmios
- NWA Wisconsin

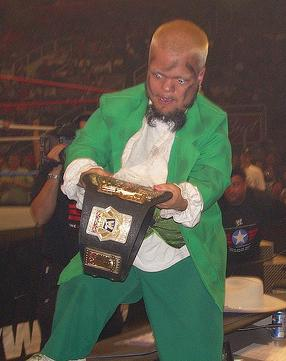
Hornswoggle como último Campeão dos Pesos-Médios.

  - NWA Wisconsin X Division Championship (1 vez)[6]
- Pro Wrestling Illustrated
  - Novato do Ano (2007)[44]
- South Shore Wrestling
  - SSW Tag Team Championship – com Devin Diamond (1 vez)[1]
- World Wrestling Entertainment
  - WWE Cruiserweight Championship (1 vez)[45]
- Wrestling Observer Newsletter
  - Pior Personagem (2009)
  - Pior Rivalidade do Ano (2009) vs. Chavo Guerrero